# Eline Roebers
Eline Roebers (22 mei 2006) is een Nederlands schaakster met sinds 2022 de titel Internationaal Meester (IM). Roebers werd in 2020 bij het Wereld Jeugdschaakkampioenschap kampioene bij de meisjes onder de 14 jaar. Bij het Nederlands kampioenschap schaken voor vrouwen in 2021 werd ze derde.

## Schaakcarrière
Roebers begon te schaken op haar zevende. Ze speelt bij de Amsterdamse schaakvereniging VAS. Roebers wordt onder meer gecoacht door haar vader en door Robert Ris.
Begin 2022 werd Roebers de eerste vrouw ooit die het Duitse schaaktoernooi Untergrombach Open won. In de laatste ronde versloeg ze grootmeester Vjatsjeslav Ikonnikov en werd ongedeeld eerste. 
In 2023 was Roebers een van de zogeheten challengers in het Tata Steel-toernooi 2023. Ze won van onder meer Erwin l'Ami en Hans Niemann. Tijdens de FIDE World Cup 2023 in Azerbeidzjan wist Eline Roebers door te dringen tot ronde 4, de ronde van de laatste 16.